# Brian Griffin’s House of Payne
Brian Griffin's House of Payne («Дом Пейна Брайана Гриффина») — пятнадцатая серия восьмого сезона мультсериала «Гриффины». Премьерный показ состоялся 28 марта 2010 года на канале FOX.

## Сюжет
В подвале дома Гриффинов Стьюи случайно обнаруживает рукопись сценария Брайана «Чему меня научила улица Джефферсона», написанную им давно и уже забытую. Малыш показывает её домашним, и Лоис приходит в восторг от неё, после того как Брайан очень настойчиво потребовал, чтобы она прочла её. C удивлением обнаружив, что это не плагиат, Лоис предлагает псу продать сценарий CBS, и там также охотно принимают её. На главную роль поначалу приглашён Элайджа Вуд, импонирующий Брайану, но потом предпочтение резко отдаётся Джеймсу Вудсу, который превращает серьёзную драму Брайана в бездарный ситком.
После просмотра пилотной серии по телевизору семья Гриффинов и их соседи приходят в ужас от того, что Брайан позволил так изуродовать своё произведение. Однако продюсеры нового сериала отказывают псу, когда он приходит требовать приблизить сценарий к оригиналу. Брайан очень огорчён, что у него не будет собственного шоу, но Лоис успокаивает его словами, что главное — он остался самим собой.
Тем временем Крис и Мег, подравшись между собой, едва не убивают Стьюи: случайно столкнув малыша с лестницы, они повреждают ему голову. Стьюи без сознания, у него открытая черепно-мозговая травма. Мег и Крис пытаются скрыть произошедшее от всех, но Питер обо всём догадывается. Впрочем, он не собирается выдавать детей, а сам подстраивает так, будто во всём виновата Лоис, якобы переехавшая малыша своей машиной.
В конце эпизода появляется шоу Питера «Большущие челюсти» (Bigger Jaws); Стьюи приходит в себя и не помнит ничего о произошедшем.

## Создание
Автор сценария: Спенсер Портер
Режиссёр: Джерри Лэнгфорд
Композитор: Рон Джоунс
Приглашённые знаменитости: Дэниэль Панабэйкер, Роб Лоттерштейн, Чарли Шин (камео), Джеймс Вудс (камео) и Элайджа Вуд (камео)

## Интересные факты